# ماتس أرفيدسون
ماتس أرفيدسون (بالسويدية: Mats Arvidsson)‏ هو لاعب كرة قدم سويدي في مركز الدفاع، ولد في 19 أبريل 1958 في السويد. لعب مع نادي مالمو.

## وصلات خارجية
- ماتس أرفيدسون على موقع الاتحاد الأوربي (الإنجليزية)
- ماتس أرفيدسون على موقع قاعدة بيانات كرة القدم.إي يو (الإنجليزية)
- ماتس أرفيدسون على موقع عالم كرة القدم.نت (الإنجليزية)